# Czwarta siła
Czwarta siła (fr. Le Quatrième Pouvoir) – francuska seria komiksowa autorstwa argentyńskiego rysownika i scenarzysty Juana Giméneza, wydawana w latach 1989–2008 nakładem wydawnictw Dargaud (tom 1) i Les Humanoïdes Associés (wznowienie tomu 1 i tomy 2-4). Po polsku trzy pierwsze tomy serii opublikował Egmont Polska w jednym zbiorczym wydaniu w 2008 roku.

## Fabuła
Utrzymana w konwencji space opery seria opowiada o czasach w odległej przyszłości, gdy ludzkość skolonizowała wiele planet. Na jednej z nich, Alfie Nebuli, trwa wojna z Krommianami, którzy wyglądają jak ludzie. Żadna ze stron nie może zyskać przewagi. Podczas lotu patrolowego Krommianka Mega ratuje się z zastawionej przez ludzi pułapki dzięki swoim nadnaturalnym mocom, z których istnienia nie zdawała sobie sprawy. W tym czasie w różnych miejscach Alfa Nebuli zostają porwane trzy inne kobiety. One też dysponują możliwościami pozazmysłowymi. Okazuje się, że krommiański rząd postanowił stworzyć mentalną superbroń, składającą się z połączonych jaźni tych czterech niezwykłych kobiet.

## Tomy
| Tom | Tytuł i rok wydania polskiego | Tytuł i rok wydania oryginalnego               | Uwagi                                                                    |
| --- | ----------------------------- | ---------------------------------------------- | ------------------------------------------------------------------------ |
| 1   | Nadinteligencja (2008)        | Le Quatrième Pouvoir (1989)/Supramental (2004) | Po polsku tomy te ukazały się w 2008 w albumie zbiorczym Czwarta władza. |
| 2   | Śmierć na Antiplonie (2008)   | Meurtres sur Antiplona (2004)                  | Po polsku tomy te ukazały się w 2008 w albumie zbiorczym Czwarta władza. |
| 3   | Zielone piekło (2008)         | Enfer vert (2006)                              | Po polsku tomy te ukazały się w 2008 w albumie zbiorczym Czwarta władza. |
| 4   |                               | L'Île D-7 (2008)                               |                                                                          |